# 복장목뿔근
복장목뿔근(sternohyoid muscle), 또는 흉골설골근(胸骨舌骨筋)은 목뿔뼈를 복장뼈와 연결하는 얇고 좁은 근육이다. 목뿔아래근육 중 하나이다. 목신경고리에 의해 지배되며, 목뿔뼈를 누른다.

## 구조
복장목뿔근은 목뿔아래근육 중 하나이다. 빗장뼈 안쪽 끝의 뒤쪽 경계, 뒤복장빗장인대, 복장뼈자루의 위쪽과 뒤쪽 부분에서 일어난다. 이후 위안쪽으로 주행하여 짧은 힘줄로 이루어진 섬유에 의해 목뿔뼈 몸통의 아래쪽 경계에 닿는다. 기관의 가쪽으로 주행한다.

### 신경 분포
복장목뿔근에는 목신경고리의 가지가 분포한다.

### 변이
복장목뿔근은 두 개 존재하거나, 복장목뿔근 가쪽에서 나란히 주행하는 'cleidohyoideus'라 불리는 부가적인 근육이 있거나, 일부 사람들에서는 존재하지 않을 수 있다.

## 기능
복장목뿔근은 여러 기능을 한다.
- 목뿔뼈를 누른다.[2]
- 말하기를 돕는다.[2] 주로 억양보다는 음량과 관련이 있다.[6]
- 머리와 목을 움직이는 데 도움이 된다.[2]

## 추가 이미지
위키미디어 공용에 복장목뿔근 관련 미디어 분류가 있습니다.

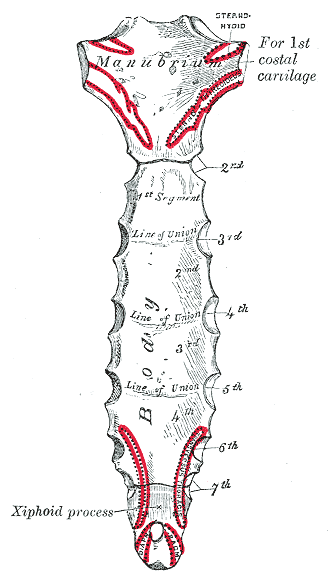
복장뼈의 뒷면.
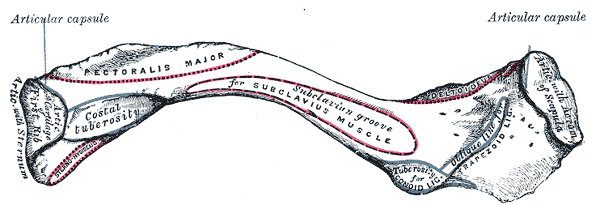
왼쪽 빗장뼈 아랫면.
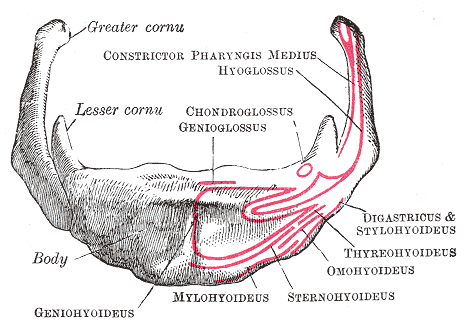
목뿔뼈 앞면.
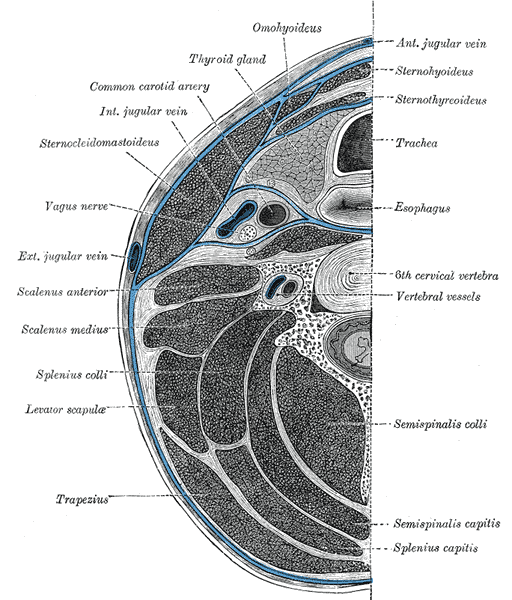
대략 여섯째 목뼈 높이에 있는 목의 단면.
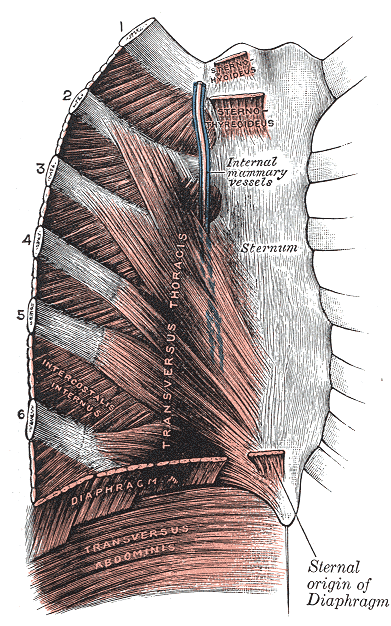
복장뼈와 갈비연골의 뒷면, 가로가슴근이 보인다.
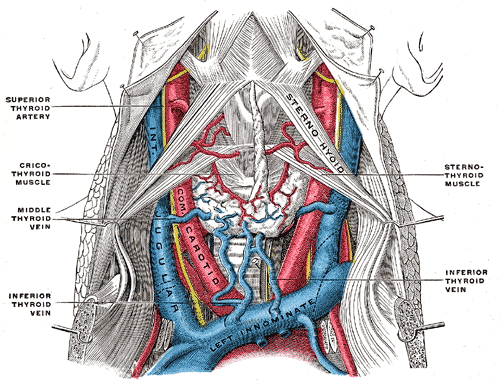
근막과 중간갑상정맥.
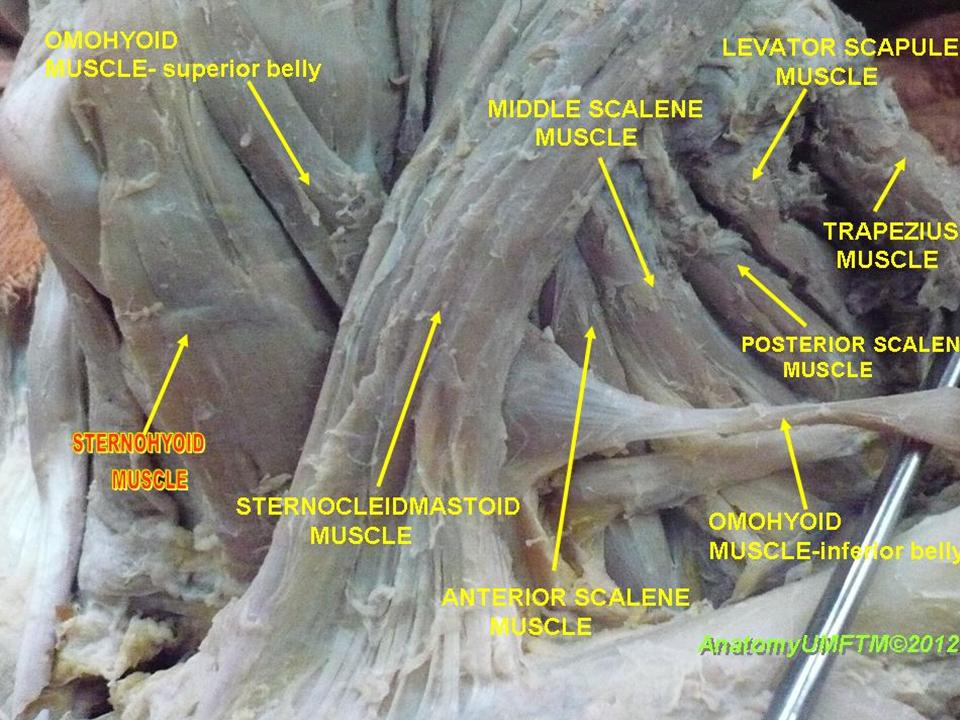
복장목뿔근.
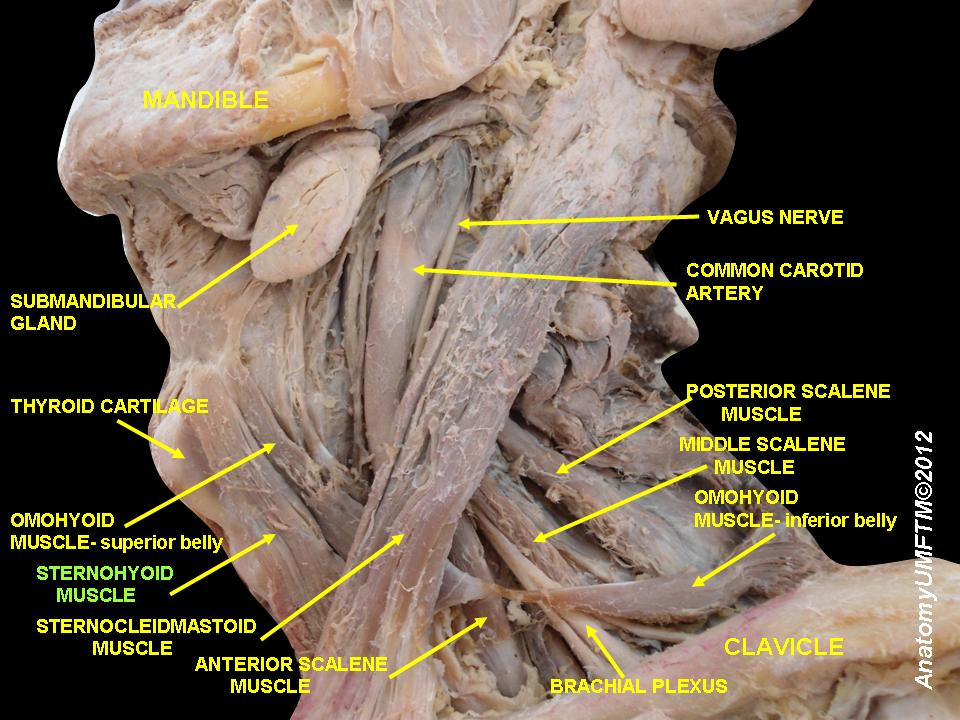
복장목뿔근.
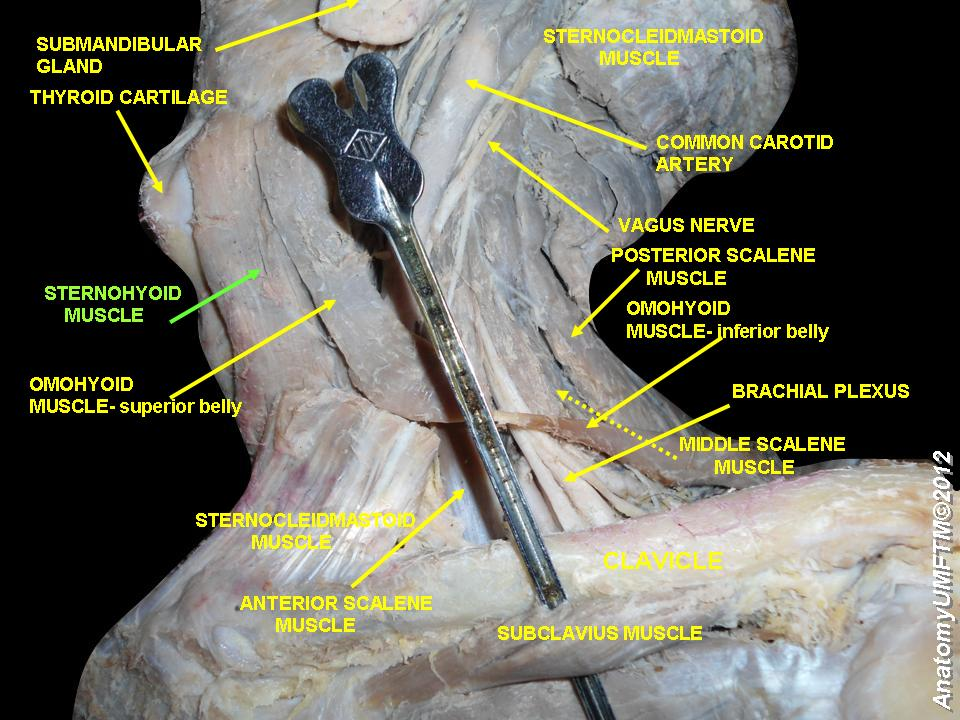
복장목뿔근.
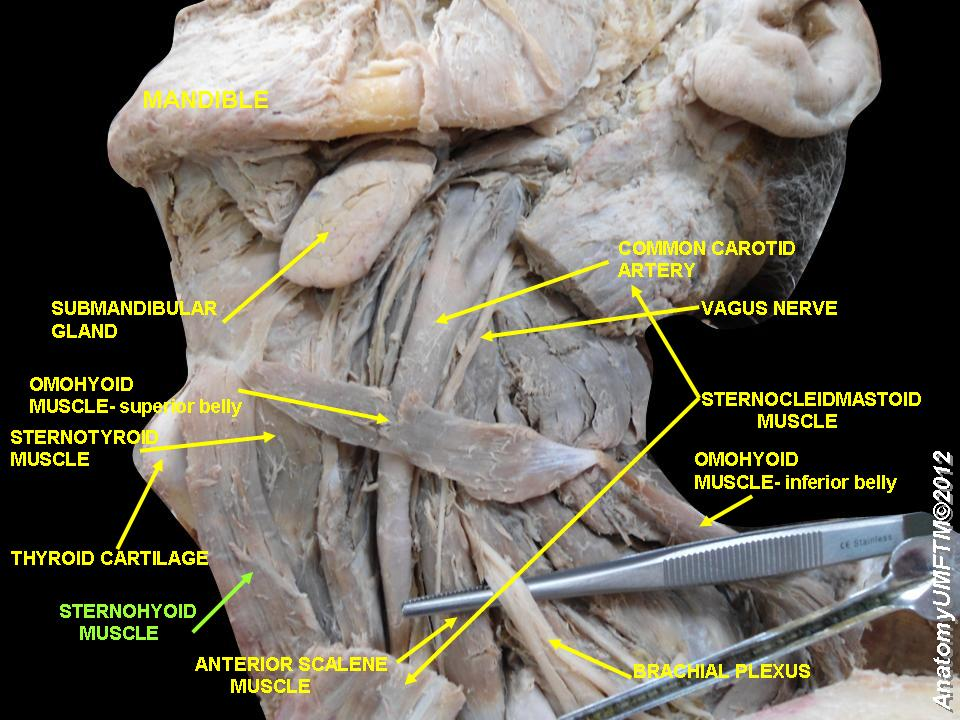
복장목뿔근을 가쪽에서 본 사진.
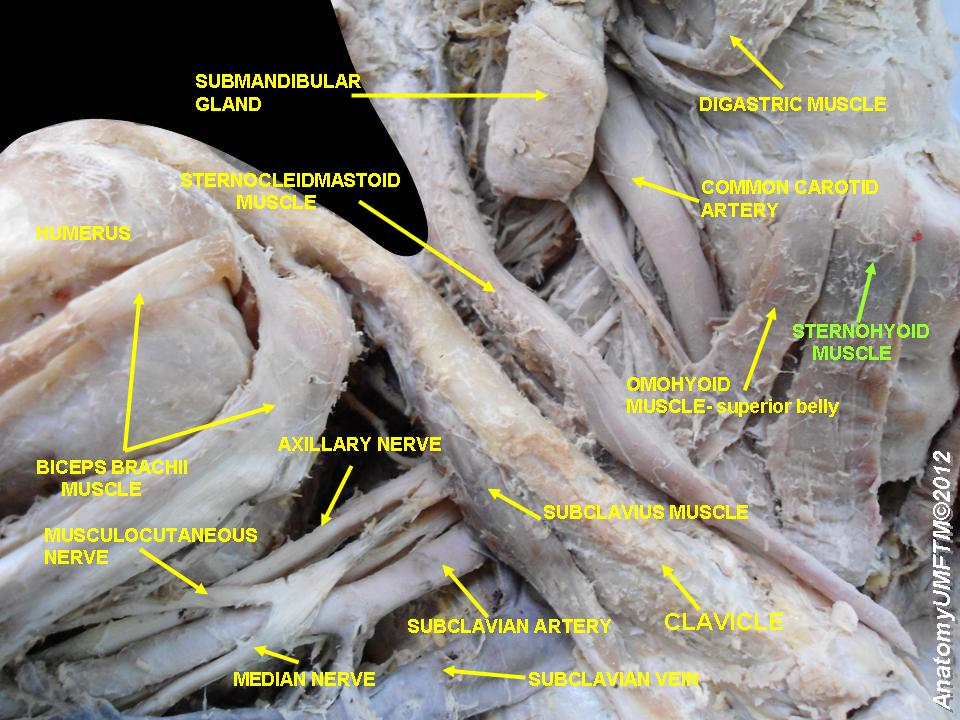
복장목뿔근, 오른쪽에서 본 사진.
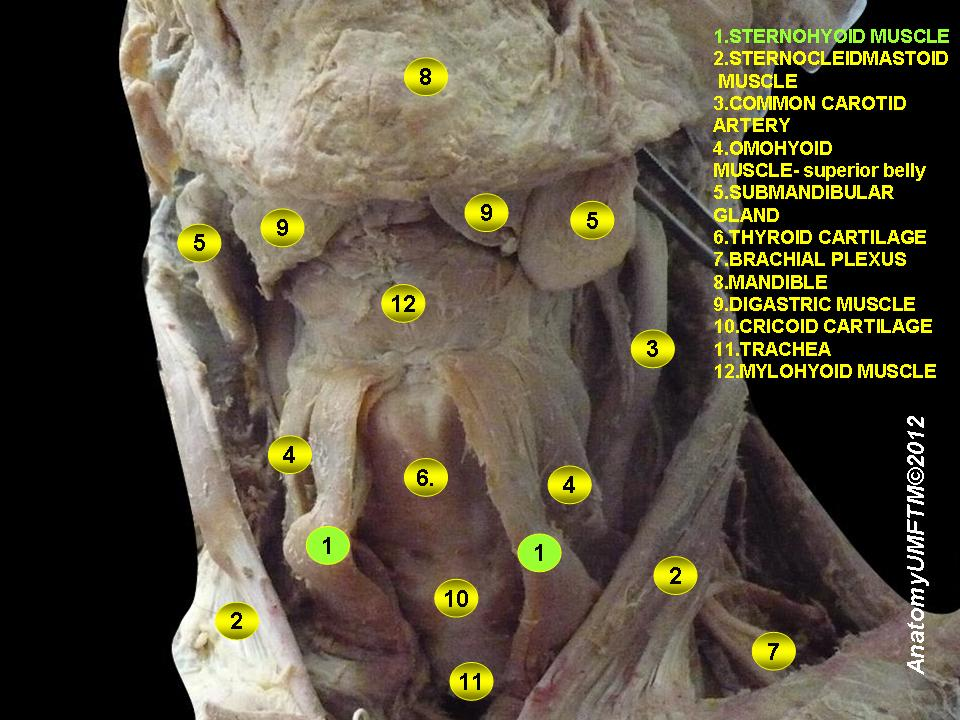
복장목뿔근.
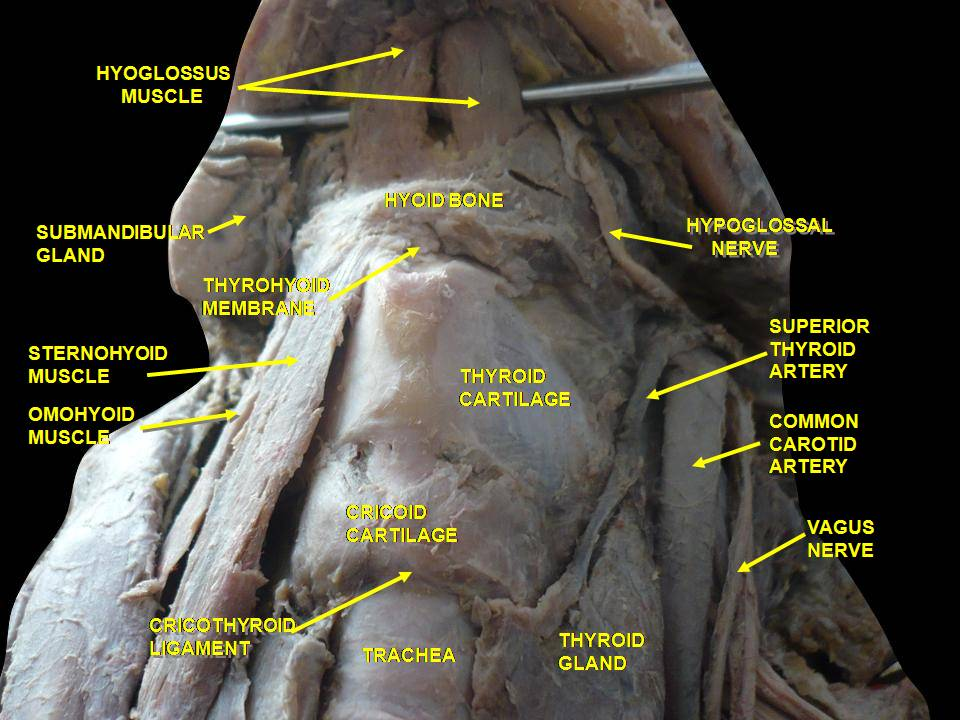
목의 근육, 신경 및 동맥. 깊은 해부. 앞에서 본 사진.

## 참고 문헌
이 문서는 현재 퍼블릭 도메인에 속하는 그레이 해부학 제20판(1918) page 393의 내용을 기초로 작성된 글이 포함되어 있습니다.
1. ↑  Chokroverty, Sudhansu (2009년 1월 1일).  Chokroverty, Sudhansu, 편집. 《Chapter 7 - Physiologic Changes in Sleep》 (영어). Philadelphia: W.B. Saunders. 80–104쪽. ISBN 978-0-7506-7584-0.
2. 1 2 3 4 5 6  Kim, Jong Seung; Hong, Ki Hwan; Hong, Yong Tae; Han, Baek Hwa (2015년 3월 1일). “Sternohyoid muscle syndrome”. 《American Journal of Otolaryngology》 (영어) 36 (2): 190–194. doi:10.1016/j.amjoto.2014.10.028. ISSN 0196-0709. PMID 25484367.
3. 1 2 3  Fessler, Richard G.; Kim, Daniel H. (2012년 1월 1일).  Quiñones-Hinojosa, Alfredo, 편집. 《Chapter 191 - Surgical Approaches to the Cervicothoracic Junction》 (영어). Philadelphia: W.B. Saunders. 2177–2191쪽. ISBN 978-1-4160-6839-6.
4. ↑  McHanwell, Steve; Watson, Charles (2009년 1월 1일).  Watson, Charles; Paxinos, George; Kayalioglu, Gulgun, 편집. 《Chapter 7 - Localization of Motoneurons in the Spinal Cord》 (영어). San Diego: Academic Press. 94–114쪽. ISBN 978-0-12-374247-6.
5. ↑  Wisco, Jonathan J. (2009년 10월 10일). “Bilateral accessory cleidohyoid in a human cadaver”. 《International Journal of Anatomical Variations》 (영어) 2 (1). ISSN 1308-4038.
6. ↑  Hirano, M.; Koike, Y.; Leden, H. von (1967년 1월 1일). “The Sternohyoid Muscle During Phonation: Electromyographic Studies”. 《Acta Oto-Laryngologica》 64 (1-6): 500–507. doi:10.3109/00016486709139135. ISSN 0001-6489.